# Гришин (городской округ город Михайловка)
Гришин — хутор, входит в состав Октябрьской сельской территории городского округа «город Михайловка» Волгоградской области России.

## География
Расположен в северо-западной части области, в лесостепи, в пределах Приволжской возвышенности, являющейся частью Восточно-Европейской равнины. Есть пруд.
Уличная сеть состоит из одного географического объекта: ул. Народная.
Абсолютная высота 144 метра над уровня моря.
Часовой пояс
Гришин, как и вся Волгоградская область, находится в часовой зоне МСК (московское время). Смещение применяемого времени относительно UTC составляет +3:00.

## Население
| 2010 |
| ---- |
| 11   |

Гендерный состав
По данным Всероссийской переписи населения 2010 года в гендерной структуре населения из 11 человек мужчин — 7, женщин — 4 (63,6 и 36,4 % соответственно).
Национальный состав
Согласно результатам переписи 2002 года, в национальной структуре населения
русские составляли 80 % из общей численности населения в 36 человек

## Инфраструктура
Было развито сельское хозяйство. Личное подсобное хозяйство.

## Транспорт
Просёлочные дороги.